# Vale Inferior do Awash

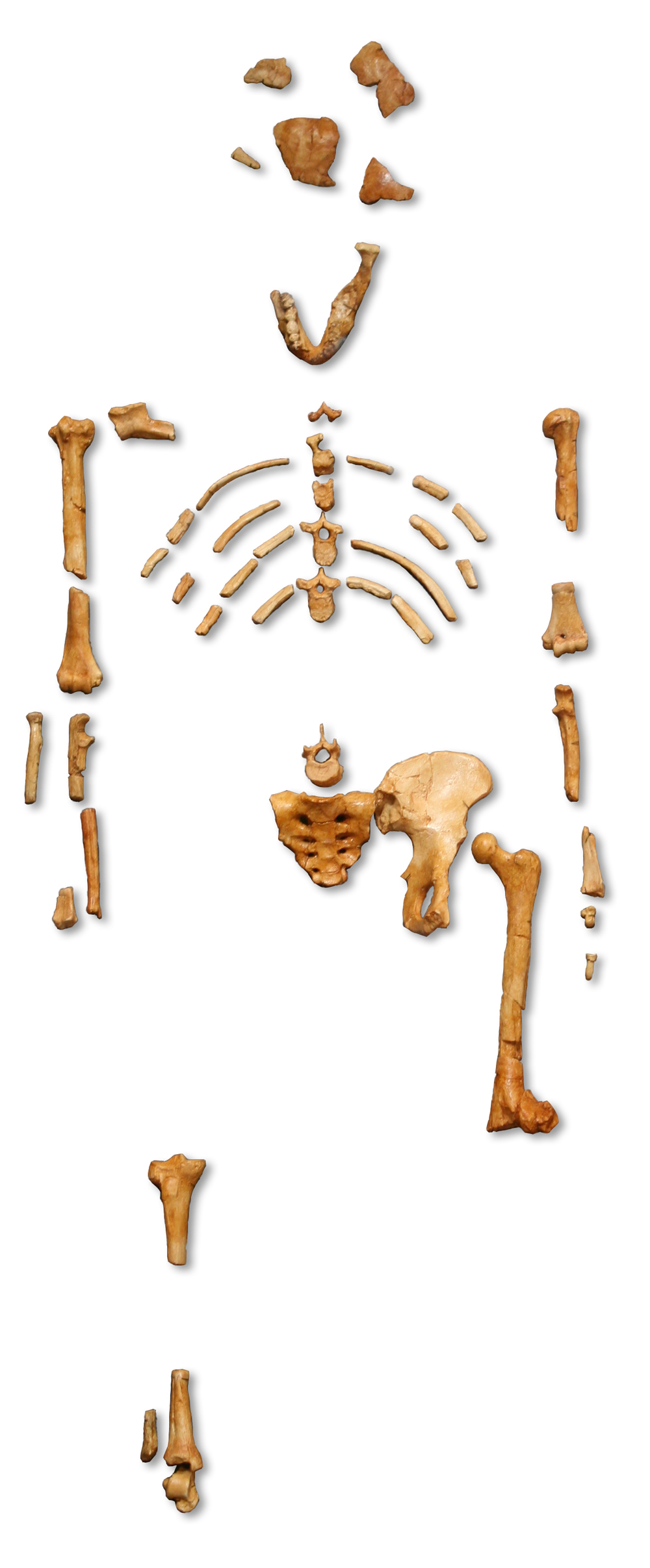
Lucy

O Vale Inferior do Awash que vai buscar o seu nome ao Rio Awash contém um dos agrupamentos mais importantes de locais paleontológicos no continente africano. Dos vestígios fósseis encontrados no local, os mais velhos datam pelo menos de há 4 milhões de anos, são elementos relevantes na compreensão da evolução humana. A descoberta mais espectacular veio em 1974, quando foram encontrados 52 fragmentos pertencentes ao esqueleto actualmente chamado Lucy
.